# Ludwig Wilhelm Ballhorn
Ludwig Ballhorn (vollständiger Name Ludwig Wilhelm Ballhorn und Ludovicus Guilielmus Balhorn sowie mehrere Namensvarianten * 15. März 1730 in Quickborn; † 30. Mai 1777 in Neustadt am Rübenberge) war ein deutscher Schulrektor, Superintendent und Autor.

## Leben
Ludwig Wilhelm Ballhorn wurde in die Familie Ballhorn (Rosen) hineingeboren, die ihren Ursprung bis in die Zeit der Reformation zurückverfolgen kann. Er war ein Sohn des in Quickborn in Holstein tätigen Predigers Achaz Ludwig Ballhorn, der später zum Probst von Ütersen und Konsistorialassessor von Pinneberg ernannt wurde. Durch seine Mutter Maria Elisabeth, geborene Gödecken, war er mit Philipp Melanchthon verwandt.
Nach erstem Schulunterricht durch Privatlehrer besuchte Ballhorn ab 1744 die Gelehrtenschule des Johanneums in Hamburg, ab 1749 das dortige Gymnasium. In den Nebenfächern bildete er sich in Geometrie und Naturwissenschaft sowie in der Musik, wofür er bei dem Italiener Filippo Finazzi als Komponist unterrichtet wurde. Ab 1751 besuchte Ballhorn die Universität Jena, wurde Mitglied der dortigen lateinischen Gesellschaft und 1754 deren Sekretär.
Nach seiner Rückkehr nach Pinneberg Ostern 1755 unterrichtete er dort als Hauslehrer die Kinder des Staatsrates von Hennings, wurde jedoch schon im Folgejahr 1766 zum Direktor der Schule zu Harburg berufen. Rund drei Jahre später wechselte er als 1759 nach Hannover als Direktor des dortigen Lyceums, das er zu einer bis dahin ungeahnten Blüte führte.
Am 15. Dezember 1763 ernannte ihn die Universität Rinteln zum Ehrendoktor der Philosophie, doch Ballhorn legte wenig Wert auf diesen Titel.
1774 wechselte Ballhorn nach Neustadt am Rübenberge, wo er die Stelle als Oberpfarrer und Superintendent der Stadt antrat. Nur wenig später schlug er den Ruf als Professor der Theologie an der Universität Kiel aus. Seine letzte Predigt hielt er am Pfingstmontag 1777, bevor er kurz darauf am 30. Mai des Jahres starb.
Ballhorn war verheiratet mit Christina Maria Magdalena Ballhorn, geborene Wolkenhaar oder Wolckenhaar. Mit der auch Christine Ballhorn genannten späteren Oberaufseherin an der Hoftöchterschule in Hannover hatte er den Sohn Friedrich Ernst Ballhorn-Rosen als zweiten Sohn und drittes von vier überlebenden Kindern seiner Ehe. Durch ihn wurde er Großvater des Orientalisten und Sanskritisten Friedrich August Rosen, bis 1817 Friedrich Ballhorn genannt.

## Schriften (Auswahl)
- De vanis eorum desideriis, qui latinitatem ex eroditorum civitate proscribi cupiunt, Jena 1751
- Lvdovici Gvilielmi Ballhorn: Spicilegivm Ad Ioannis Vorstii Libellvm De Latinitate Selecta Vvlgo Vero Neglecta, in Ernsto Imman Walchio (Hrsg.): Acta societatis latinae ienensis, ienae, 1752, S. 181–202; Digitalisat der Thüringer Universitäts- und Landesbibliothek (ThULB)
- Elogium Christiani Henrici Eckhardi I. U. D. Et P. P. O. Societatis Quondam Directoris. Auctore Ludovico Guilielmo Ballhornio, 1752; Elogium Christiani Henrici Eckhardi I. U. D. Et P. P. O. Societatis Quondam Directoris / Auctore Ludovico Guilielmo Ballhornio, S. 264–276; Digitalisat der ThULB
- Lvdovici Gvilielmi Ballhornii: De Diis Vetervm Sotersi Commentatio, in Ernsto Imman Walchio (Hrsg.): Acta societatis latinae ienensis, ienae, 1753, S. 225–240; Digitalisat der ThULB
- Litterarvm Stvdia, Si Diis Placet, A Splendide Natis Aliena Qvvm In Pvblico Societatis Latinae Conventu Viros Doctissimos Illvstrem Ewaldvm A Kloppmann Eqvitem Cvronvm Et Nobilissimvm Ivstvm Henricvm Sahlivm Nvmbvrgensem Eivsdem Societatis Nomine Collegas, Digitalisat
- De Scientia Summo Herilli Bono A Ciceronis Et Lactantii Animadversionibus Vindicanda : Prolusio Qua Ad Concelebrandum Actum Oratorium Et Valedictorium A.D. XVIII. Septembr. ... In Auditorio Primo Lycei Harburgensis Instituendum Patronos Et Fautores Decenter Invitat Rector Ludovicus Guilielmus Ballhorn Societatis Quae Ienae Floret Coll. Honor., (1758); Digitalisat
- Divini Et Illvstris Beneficii Vindicandae In Pristinam Qvietem Patriae Adhvc Praestiti Memoriam Pie Recolendam Celebrat Et Ad Benevole Avdiendas Qvae D. XII. Ivnii Hora Antemer. VIIII In Avditorio Lycei Primo Habebvntvr Adolescentvm Orationes Concelebrandamqve Simvl Qvae Per Classes V. Fiet Pvblicam Scholae Lvstrationem Praemisso Lectionvm Svarvm Indice Stvdiorum Nostrorvm Patronos Et Amicos Ea Qva Decet Observantia Invitat Lvdovicvs Gvilielmvs Ballhorn Lycei Harbvrgensis Rector Et Societ. Latinae Ienens. Coll. Honor, (1758); Digitalisat
- Ehrengedächtnis bey dem Grabe des Pastor P. M. Frenkels, 1759
- De Institutionis Scholasticae Terminis Non Sine Magno Scholarum Detrimento Migrandis. Prolusio, (1760), Hannover: Schlüterus (Hochschulschrift)
- Nachrichten von der jetzigen Einrichtung von der Lectionen in der großen Altstädter Schule zu Hannover, in: Hannöverische Beyträge zum Nutzen und Vergnügen, Ausgabe 60, Hannover, 1761
- Pax In Terris Profanis Etiam Et Bellicosissimis Olim Populis Exoptatissimum Omnium Munus : Prolusione Succincta Declaratur Simul Ad Audiendam Orationem Panegyricam Inter Publicas Et Sollemnes De Pace Reduce Gratulationes D. VII Ianuar. Hora III Post Merid. In Auditorio Lycei Primo Habendam Maecenates Illustrissimi Patroni Bonar. Litterar. Et Fautores Gravissimi Spectatissimi Pie Ac Decenter Invitantur, Hannoverae: Schlüter, 1763; Digitalisat
- Nachricht von der iezigen Verfassung des Unterrichts in der ersten Classe der großen Schule in der Altstadt Hannover insbesondere von den letzten Arbeiten eines verdienten Lehrers derselben welcher sein bisher geführtes Amt mit einer am 28ten November, von 10 bis 11 Uhr, im ersten Hörsaale öffentlich zu haltenden Abschiedsrede feierlich beschliessen wird : zu deren Anhörung die erhabenen Beförderer und Gönner nützlicher Schulanstalten zugleich ehrerbietigst und gehorsamst eingeladen werden (1771), Hannover, gedruckt bei H. E. C. Schlüter. 1771 (= Hannover, Lyzeum, Einladung zur Abschiedsrede des Rektor Pastor Greve am 28. Nov. 1771); Digitalisat
- Fortgesetzte Nachricht von der jetzigen Verfassung in der großen Schule der Altstadt Hannover, Hannover 1773
- Ludwig Wilhelm Ballhorn, Johann Christian Winter: Singgedicht welches am 18ten des Jenners als an dem höchsterfreulichen Geburtsfeste unserer Allergnädigsten Königin Sophia Charlotte bei der deßwegen im ersten Hörsaale, Vormittags um 10 Uhr, in Hannover anzustellenden öffentlichen Feier musikalisch aufgeführet werden soll. Der Text von dem Director Ballhorn. Die Composition von dem Cantor Winter, Hannover, gedruckt bei H. E. C. Schlüter. 1773; Digitalisat der Herzog-August-Bibliothek Wolfenbüttel (HAB)
- Ludwig Wilhelm Ballhorn, Johann Christian Winter: Singgedicht, welches am 4ten Junius als an dem höchsterfreulichen Geburtstage unsers Allergnädigsten Königs Georgs des Dritten bei der deßwegen im ersten Hörsaale, Vormittags um 10 Uhr zu haltenden feierlichen Rede musikalisch aufgeführet werden soll. Der Text von dem Director Ballhorn. Die Composition von dem Cantor Winter, Hannover, gedruckt von H. E. C. Schlüter. 1772; Digitalisat der HAB
- Zwölf Anschlagsbogen zur Feier des Geburtstages des Königs und der Königin, zwey andere bey seiner Einführung in Harburg und Hannover, und über 70 Gelegenheits-Gedichte